# Sanel Jahić
Sanel Jahić (Strasburgo, 10 dicembre 1981) è un ex calciatore bosniaco, di ruolo difensore.

## Palmarès

### Club

#### Competizioni nazionali
- Coppa di Grecia: 1

AEK Atene: 2010-2011